# 黑森-菲利普斯塔爾-巴希費爾德伯爵克洛德維希
克洛德维希·亚历克西斯·恩斯特（Chlodwig Alexis Ernst，1876年7月30日—1954年11月17日），黑森-菲利普斯塔尔-巴希費爾德伯爵，出生于施泰因富特。黑森家族菲利普斯塔尔系首领。是黑森-菲利普斯塔尔-巴希費爾德的威廉王子与特海姆-施泰因富特的朱莉安尼公主的长子。亚历克西斯亲王的侄子。
1905年8月16日克洛德维希繼承其叔亚历克西斯伯爵作為黑森-菲利普斯塔爾-巴希費爾德家族首領，使其得以進入普魯士上議院。1925年12月22日從恩斯特伯爵繼承黑森-菲利普斯塔爾領地。